# Gerard Kuiper
Gerard Peter Kuiper (vyslovuj ˈkaɪpɚ), rozený jako Gerrit Pieter Kuiper (7. prosince 1905 – 24. prosince 1973) byl nizozemsko-americký astronom. Narodil se a studoval v Nizozemí. V roce 1933 odešel do Spojených států a v roce 1937 se stal americkým občanem.
Kuiper objevil dva měsíce planet sluneční soustavy a to Mirandu, (měsíc Uranu) a Nereidu, (měsíc Neptunu). V roce 1944 pak objevil metanovou atmosféru na Saturnovu měsíci Titan. Taktéž předpokládal existenci pásu vyplněného kometami a planetkami, nacházejícího se za oběžnou dráhou planety Neptun, který se nyní nazývá Kuiperův pás a jehož existence byla potvrzena. Kuiper byl též průkopníkem leteckého infračerveného průzkumu v šedesátých letech pomocí letadla Convair 990.
Kuiper byl profesorem na Arizonské univerzitě. V roce 1959 získal Henry Norris Russell Lectureship od Americké astronomické společnosti.
V 60. letech 20. století pomohl s výběrem vhodného místa pro přistání na Měsíci pro program Apollo.
Planetka 1776 Kuiper, kráter Kuiper na Měsíci a impaktní krátery na Marsu a Merkuru jsou na jeho počest pojmenované po něm.

## Raný život a kariéra
Kuiper, syn krejčího ve vesnici Tuitjenhorn v severním Holandsku, se zpočátku zajímal o astronomii. Měl mimořádně ostrý zrak, který mu umožňoval vidět pouhým okem hvězdy velikosti 7,5, asi čtyřikrát slabší než ty, které jsou viditelné normálníma očima.
V roce 1924 studoval na univerzitě v Leidenu, kde se v té době shromáždil velmi velký počet astronomů. Spřátelil se se spolužáky Bartem Bokem a Pieterem Oosterhoffem a učili ho Ejnar Hertzsprung, Antonie Pannekoek, Willem de Sitter, Jan Woltjer, Jan Oort a fyzik Paul Ehrenfest. V roce 1927 získal titul kandidáta v oboru astronomie a pokračoval přímo v postgraduálním studiu.
Kuiper dokončil svou doktorskou práci o dvojhvězdách u Hertzsprunga v roce 1933, načež odcestoval do Kalifornie, aby se stal členem Roberta Granta Aitkena na Lick Observatory. V roce 1935 odešel pracovat na observatoř Harvard College, kde se seznámil se Sarah Parker Fuller, se kterou se oženil 20. června 1936. Přestože plánoval přestěhovat se na Jávu, aby pracoval na observatoři Bosscha, přijal místo na observatoři Yerkes v University of Chicago a v roce 1937 se stal americkým občanem.
Od roku 1947 do roku 1949, Kuiper sloužil jako ředitel McDonald Observatory v západním Texasu. V roce 1949 Kuiper zahájil průzkum asteroidů Yerkes–McDonald (1950–1952).
Jako profesor na University of Chicago byl poradcem pro disertační práci Carla Sagana. V roce 1958 oba pracovali na utajovaném vojenském projektu A119, tajném plánu letectva na odpálení jaderné hlavice na Měsíci.

## Objevy
Kuiper objevil dva přirozené satelity planet ve Sluneční soustavě, konkrétně Uranův satelit Miranda a Neptunův satelit Nereid. Kromě toho objevil v roce 1944 oxid uhličitý v atmosféře Marsu a existenci atmosféry protkané metanem nad satelitem Saturnu Titan v roce 1944. Kuiper byl také průkopníkem vzdušného infračerveného pozorování pomocí letadla Convair 990 v 60. letech.
Kuiper strávil většinu své kariéry na University of Chicago, ale v roce 1960 se přestěhoval do Tucsonu v Arizoně, aby založil Lunární a planetární laboratoř na University of Arizona. Kuiper sloužil jako ředitel laboratoře po zbytek svého života. Jedna ze tří budov v Arizoně, která tvoří LPL, je pojmenována na jeho počest.
V 50. letech se Kuiperova mezioborová spolupráce s geochemikem a nositelem Nobelovy ceny Haroldem C. Ureym za účelem pochopení tepelné evoluce Měsíce proměnila v trpkost, když se oba zapojili do sporu, který se stal známým jako „Hot Moon Cold Moon“. Jejich rozpor, zčásti vědecký spor, také odrážel výzvu udržovat profesionální vztahy napříč překrývajícími se, ale odlišnými vědními disciplínami.
V 60. letech Kuiper pomohl identifikovat místa přistání na Měsíci pro program Apollo.[a] Jeho dřívější práce na Měsíci zahrnovaly projekt A119, tajný plán letectva na odpálení jaderné hlavice na Měsíci. Dalším vědcem ve skupině byl Carl Sagan, který byl v době projektu Kuiperovým doktorandem.
Kuiper objevil několik dvojhvězd, které obdržely „Kuiperova čísla“ k jejich identifikaci, jako je KUI 79.

## Smrt
Kuiper zemřel na infarkt 24. prosince 1973 v Mexico City na dovolené se svou ženou.

## Vyznamenání
- V roce 1947 byl Kuiper oceněn cenou Jules Janssen ze Société astronomique de France (Francouzská astronomická společnost).
- V roce 1959 vyhrál Kuiper přednášku Henryho Norrise Russella Americké astronomické společnosti.
- V roce 1971 Kuiper obdržel Keplerovu zlatou medaili od Americké asociace pro rozvoj vědy a Franklinova institutu.

Kromě planetky 1776 Kuiper byly po něm pojmenovány také tři krátery (Mercurian, měsíční a Martian), Kuiper Scarp v Antarktidě a nyní vyřazená Kuiperova vzdušná observatoř.
Astronomové označují oblast menších planet za Neptunem jako „Kuiperův pás“, protože Kuiper předpokládal, že se tam mohly zformovat takové malé planety nebo komety. Nicméně Kuiper sám věřil, že takové objekty by byly smeteny jasnými planetárními gravitačními poruchami, takže by tam dnes neexistovaly žádné nebo jen málo.
Kuiperova cena, pojmenovaná na jeho počest, je nejvýznamnější ocenění udělované Divize planetárních věd Americké astronomické společnosti, mezinárodní společnosti profesionálních planetárních vědců.[b]
Epizoda 6 („Muž z bilionu světů“) televizního seriálu Cosmos: Possible Worlds představovala konflikt Kuiper-Urey.